# David Kellogg Lewis
David Kellogg Lewis   (Oberlin, 28 de setembre de 1941 - Princeton, 14 d'octubre de 2001) va ser un filòsof destacat de l'àmbit de la metafísica. Resident als Estats Units, va mantenir durant tota la seva vida forts vincles amb Austràlia.

## Aportacions destacades
- Dins de la teoria de jocs, va proposar un estudi de les solucions de coordinació, aplicades a convencions socials
- Afirma l'existència de diversos mons, els oposats a l'actual permeten la veritat de les afirmacions fetes en aquest (es pot considerar que X és veritable si existeix un cas on podria ser fals - inclòs en aquest altre món alternatiu-, ja que si no, no té sentit plantejar-se la seva veritat)
- Va establir les condicions de veritat per als mons de ficció